# Journals
Journals es una colección de escritos y dibujos de Kurt Cobain, líder de la banda grunge Nirvana. Aunque el contenido no tiene fecha, está ordenado cronológicamente, aunque aproximadamente; empezando con una carta de Cobain a Dale Crover en 1988, y terminando con una queja sobre una entrevista entre Sylvester Stallone y Larry King que posiblemente escribió durante su viaje final a Roma en 1994 (el papel esta etiquetado: "Hotel Excelsior - Roma"). Fue publicado en encuadernación cartoné (hardcover) en noviembre de 2002, y en encuadernación en rústica (paperback) un año más tarde.
El lanzamiento de Journals polarizó a los fans de Cobain: algunos pensaban que era una invasión a su privacidad, y otros pensaban que era una oportunidad única de conocer y entender más a Cobain.
Journals debutó en el #1 en la lista de best-sellers del New York Times.

## Cartas
Journals posee unas cuantas cartas que Cobain escribió a amigos o conocidos. Se incluyen cartas amigables a Dale Crover, de Melvins, Tobi Vail de Bikini Kill y Eugene Kelly de The Vaselines, una tierna carta a su esposa Courtney Love, una carta de agradecimiento a The Advocate después de su entrevista con esta revista a inicios de 1992, e incluso una carta al entonces de 9 años Simon Fair Timony, el hijastro de Jad Fair, pidiéndole que contribuya dibujos para el arte de In Utero. También incluye una carta escrita por Cobain y Krist Novoselic (bajista de Nirvana) despidiendo al baterista Dave Foster de la banda, y quejas de Cobain a MTV y Rolling Stone.

## Listas
Como muchos otros fanes de la música, Cobain hacía listas de sus álbumes y bandas favoritas. Sus listas eran generalmente eclécticas e incluían artistas de géneros diversos, incluyendo el indie y el rock alternativo (The Vaselines, Pixies, The Breeders, Sonic Youth, R.E.M., PJ Harvey, Meat Puppets y Jane's Addiction) a protopunk, punk rock y hardcore (The Stooges, the Velvet Underground, Butthole Surfers, Sex Pistols, The Clash, The Slits, Black Flag, Minor Threat, Bad Brains y Flipper) a incluso hip-hop (Public Enemy, N.W.A.) a blues (Leadbelly) y heavy metal (Black Sabbath, Alice in Chains). En su lista de 50 álbumes favoritos, discos de bandas oscuras como The Shaggs, Tales of Terror, The Marine Girls, Swans, Rites of Spring y The Frogs coexisten con bandas como The Beatles, David Bowie y Aerosmith. El disco de The Stooges de 1973 Raw Power es el #1 en la lista de álbumes de Cobain. También tenía un cierto interés por el grunge y el "sonido de Seattle", incluyendo a bandas como The Melvins, Alice in Chains, Green River y Mudhoney. No obstante, ningún aĺbum ni de The Melvins ni de Green River ni de Alice in Chains figuran en esa lista, sólo figura uno de Mudhoney, 'Superfuzz Bigmuff'.

## Escritos relacionados con Nirvana
En Journals también se incluyen varios escritos relacionados directamente a Nirvana, incluyendo letras originales, bosquejos de listas de canciones en álbumes, e incluso unas "notas de álbum", aparentemente para In Utero, que al final no fueron usadas. Las letras originales son reveladoras: por ejemplo, el hit "Smells Like Teen Spirit" pasó por muchos cambios en la letra antes de su versión final, mientras que "Come As You Are" no cambió mucho (por lo menos de la versión incluida en Journals). Las listas de canciones también son interesantes, demostrando que Cobain pretendía dividir los lados del LP de Nevermind en un lado para mujeres y otro para hombres, incluyendo canciones como "In Bloom" y "Lithium" en el lado para chicas, y "Sliver" y "Polly" en el lado para chicos.

## Dibujos
El libro también incluye varios dibujos y sketches de Cobain, algunos amigables y humorísticos, como su dibujo de Eddie, la mascota de Iron Maiden, su dibujo de los miembros de Nirvana como cantantes en un coro en una carátula hipotética de un álbum, y su dibujo de "Elvis Cooper", una mezcla de Elvis Presley y Alice Cooper. Journals también incluye dibujos más oscuros y violentos, como el dibujo de un francotirador disparando a miembros del Ku Klux Klan, con esvásticas dibujadas a la inversa, un jugador de fútbol colgando de un precipicio, un sketch de su propio cuerpo, delgado y débil (véase "la página prohibida"), y un cómic llamado "Mr. Moustache" en el que un bebe, en el útero de su madre, patea a través de su ombligo para asesinar a su padre machista. Este cómic ya se había publicado anteriormente en la biografía de Nirvana por Michael Azerrad de 1993, Come As You Are. También se incluyen imágenes que se convertirían en familiares a los seguidores de Nirvana, como el infierno de Dante (que apareció en una polera de Nirvana), un hombre desnutrido en una cruz (del video de "Heart-Shaped Box") y caballitos de mar masculinos pariendo (en la carátula del sencillo de "Rape Me" / "All Apologies").

## La "página prohibida"
Según un artículo de 2002 escrito por Tim Appelo en el Seattle Weekly, a los periodistas les fue prohibido imprimir la página 204 del Journals (en hardcover), supuestamente debido a su oscuro contenido. Ésta página incluye la cabeza de Cobain, cortada y pegada de un cómic, gritando el coro de su mayor hit, "Smells Like Teen Spirit" (With the lights out, it's less dangerous / Here we are now, entertain us!). Abajo de su cabeza, sana y energética, se encuentra el cuerpo de Cobain, dibujado por el mismo, esquelético y débil, en contraste con su cabeza. Abajo de todo esto se encuentran seis líneas de un poema de Alicia Ostriker llamado "A Young Woman, A Tree". Estas líneas (las iniciales del poema) describen una joven que pasa al lado de un árbol floreciendo, y envidia su belleza; se ha sugerido que Cobain, en ésta página, quería expresar el contraste de su vida personal con su imagen pública.